# ویکتور پوگانوفسکی
ویکتور پوگانوفسکی (انگلیسی: Viktor Poganovsky؛ زادهٔ ۲۳ نوامبر ۱۹۴۹) سوارکار اهل شوروی بود.